# Резерфорд, Эрнест
Эрне́ст Резерфо́рд; 1-й барон Резерфорд Нельсонский (англ. Ernest Rutherford, 1st Baron Rutherford of Nelson; 30 августа 1871, Спринг-Грув, Новая Зеландия — 19 октября 1937, Кембридж) — британский физик новозеландского происхождения. Известен как отец ядерной физики. Лауреат Нобелевской премии по химии 1908 года.
В 1911 году своим знаменитым опытом рассеяния альфа-частиц доказал существование в атомах положительно заряженного ядра и отрицательно заряженных электронов вокруг него. На основе результатов опыта создал планетарную модель атома.
Член (1903) и президент (1925—1930) Лондонского королевского общества, иностранный член Парижской академии наук (1927; корреспондент с 1921), иностранный член-корреспондент (1922) и почётный член (1925) Российской академии наук.

## Биография

Герб Эрнеста Резерфорда

Эрнест Резерфорд родился 30 августа 1871 года в Новой Зеландии в небольшом посёлке Спринг-Грув (англ. Spring Grove), расположенном на севере Южного острова близ города Нельсона, в семье фермера, выращивавшего лён. Отец — Джеймс Резерфорд, эмигрировал из г. Перт (Шотландия). Мать — Марта Томпсон, родом из Хорнчёрча (графство Эссекс, Англия). В то время другие шотландцы эмигрировали в Квебек (Канада), семье Резерфорд не повезло, и бесплатный билет на пароход правительство предоставило до Новой Зеландии, а не до Канады.
Эрнест был четвёртым ребёнком в семье из двенадцати детей. Имел удивительную память, богатырское здоровье и силу.
С отличием окончил начальную школу, получив 580 баллов из 600 возможных и премию в 50 фунтов стерлингов для продолжения учёбы в колледже Нельсона. Очередная стипендия позволила ему продолжить обучение в Кентербери-колледже в Крайстчерче.
В те времена это был маленький университет со 150 студентами и всего 7 профессорами.
Резерфорд увлёкся наукой и с первого дня начал исследовательскую работу.
Его магистерская работа, написанная в 1892 году, называлась «Намагничивание железа при высокочастотных разрядах». Работа касалась обнаружения высокочастотных радиоволн, существование которых было доказано в 1888 году немецким физиком Генрихом Герцем. Резерфордом был придуман и изготовлен прибор — магнитный детектор, один из первых приёмников электромагнитных волн.
Окончив университет в 1894 году, Резерфорд в течение года работал преподавателем в средней школе. Наиболее одарённым молодым подданным британской короны, проживавшим в колониях, один раз в два года предоставлялась особая Стипендия имени Всемирной выставки 1851 года — 150 фунтов в год, дававшая возможность поехать для дальнейшего продвижения в науке в Англию. В 1895 году Резерфорд был удостоен этой стипендии, так как тот, кто её сначала получил — Маклорен, отказался от неё. Осенью того же года, заняв деньги на билет на пароход до Великобритании, Резерфорд прибывает в Англию в Кавендишскую лабораторию Кембриджского университета и становится первым докторантом её директора Джозефа Джона Томсона. 1895 год был первым годом, когда (по инициативе Дж. Дж. Томсона) студенты, окончившие другие университеты, могли продолжать научную работу в лабораториях Кембриджа. Вместе с Резерфордом этой возможностью воспользовались, записавшись в Кавендишскую лабораторию, Джон Мак-Леннан, Джон Таунсенд и Поль Ланжевен. С Ланжевеном Резерфорд работал в одной комнате и подружился с ним, эта дружба продолжалась до конца их жизни.
В том же 1895 году была заключена помолвка с Мэри Джорджиной Ньютон (1876—1945) — дочерью хозяйки пансиона, в котором жил Резерфорд. Свадьба состоялась в 1900 году в англиканской церкви в Крайстчерче, а 30 марта 1901 года у пары родилась дочь — Эйлин Мэри (1901—1930), ставшая впоследствии женой астрофизика Ральфа Фаулера.
Резерфорд планировал заниматься детектором радиоволн или волн Герца, сдать экзамены по физике и получить степень магистра. Но в следующем году оказалось, что государственная почта Великобритании выделила деньги Маркони на эту же самую работу и отказалась её финансировать в Кавендишской лаборатории. Так как стипендии не хватало даже на еду, Резерфорд вынужден был начать работать репетитором и ассистентом у Дж. Дж. Томсона по теме изучения процесса ионизации газов под действием рентгеновских лучей. Вместе с Томсоном Резерфорд открыл явление насыщения тока при ионизации газа.
В 1898 году Резерфорд открыл альфа- и бета-лучи. Спустя год Поль Вийяр открыл гамма-излучение (название этого типа ионизирующего излучения, как и первых двух, предложено Резерфордом).
С лета 1898 года учёный начал исследование только что открытого явления радиоактивности урана и тория. Осенью Резерфорд по предложению Томсона, преодолев конкурс в 5 человек, занял должность профессора университета Макгилла в Монреале (Канада) с окладом 500 фунтов стерлингов или 2500 канадских долларов в год. В этом университете Резерфорд плодотворно сотрудничал с Фредериком Содди, в то время младшим лаборантом химического факультета, впоследствии (как и Резерфорд) нобелевским лауреатом по химии (1921). В 1903 году Резерфорд и Содди выдвинули и доказали революционную идею о преобразовании элементов в процессе радиоактивного распада.
В 1905 г. в сентябре на год в Монреаль в лабораторию к Резерфорду приехал учиться Отто Ган, будущий нобелевский лауреат по химии из Германии.
Получив широкую известность благодаря своим работам в области радиоактивности, Резерфорд стал востребованным учёным и получил множество предложений работы в научно-исследовательских центрах различных стран мира. Весной 1907 года он покинул Канаду и начал профессорскую деятельность в университете Виктории в Манчестере (Англия), где его зарплата стала выше примерно в 2,5 раза.
В 1908 году Резерфорду была присуждена Нобелевская премия по химии «за проведённые им исследования в области распада элементов в химии радиоактивных веществ».
Важным и радостным событием в жизни стало избрание учёного членом Лондонского королевского общества в 1903 году, а с 1925 по 1930 год он занимал пост президента общества. В 1931—1933 годах Резерфорд был президентом Института физики.
В 1914 году Резерфорд был удостоен дворянского титула. 12 февраля в Букингемском дворце король посвятил его в рыцари: он был облачён в придворный мундир и препоясан мечом.
Свой геральдический герб, утверждённый в 1931 году, пэр Англии барон Резерфорд Нельсон увенчал птицей киви — символом Новой Зеландии. Рисунок герба — изображение экспоненты — кривой, характеризующей монотонный процесс убывания со временем числа радиоактивных атомов.
В 1931 году Резерфорд выхлопотал 15 тысяч фунтов стерлингов на постройку и оборудование специального здания лаборатории для Петра Капицы, которого принял на работу в Кавендишскую лабораторию в 1921 году. Капица писал о нем в личной переписке: "В этом человеке, безусловно, есть что-то обаятельное…" Он также прозвал Резерфорда «Крокодилом». «Это животное никогда не поворачивает назад и потому может символизировать Резерфордовскую проницательность и его стремительное продвижение вперед», — позднее пояснял Капица. Ф. Кедров в книге «Капица: жизнь и открытия» приводит другую версию: «Дело в том, что у Резерфорда был громкий голос и он не умел управлять им. Могучий голос мэтра, встретившего кого-нибудь в коридоре, предупреждал тех, кто находился в лабораториях, о его приближении, и сотрудники успевали „собраться с мыслями“. Это дало Капице основание прозвать Резерфорда Крокодилом. Объясняют это ассоциацией с героем популярной детской книжки Крокодилом, который проглотил будильник. Его тиканье предупреждало детей о приближении страшного зверя».
В феврале 1933 года в Кембридже состоялось торжественное открытие лаборатории. На торцевой стене 2-этажного здания был высечен по камню огромный, во всю стену крокодил. Его по заказу Капицы сделал известный в то время скульптор Эрик Гилл. Резерфорд сам объяснил, что это он. Входную дверь открыли позолочённым ключом в форме крокодила.
Эрнест Резерфорд скончался 19 октября 1937 года через четыре дня после срочной операции по поводу неожиданного заболевания — ущемления грыжи — в возрасте 66 лет. Он был похоронен в Вестминстерском аббатстве, рядом с могилами Ньютона, Дарвина и Фарадея.

## Научная деятельность

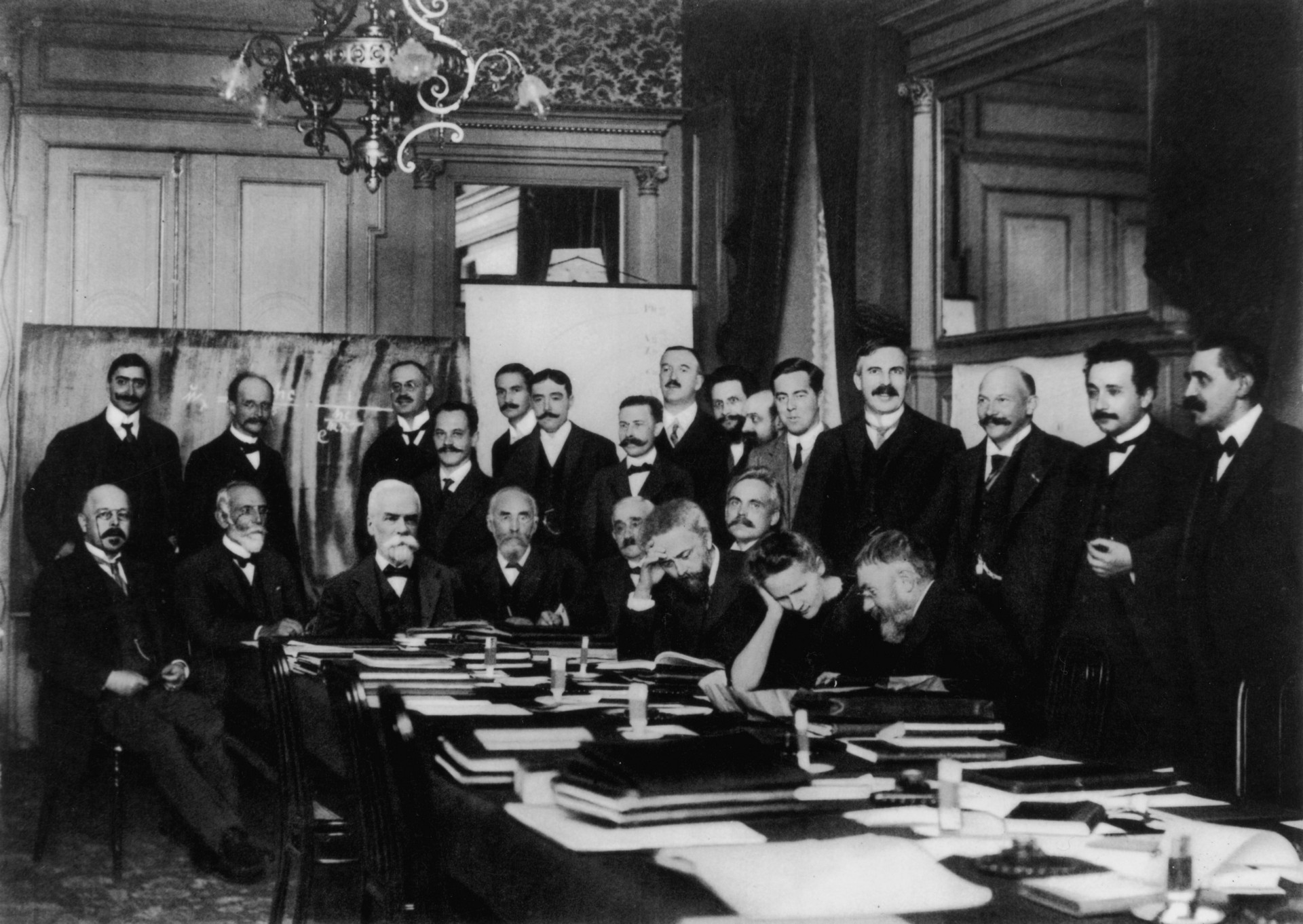
Эрнест Резерфорд на Сольвеевском конгрессе 1911 года

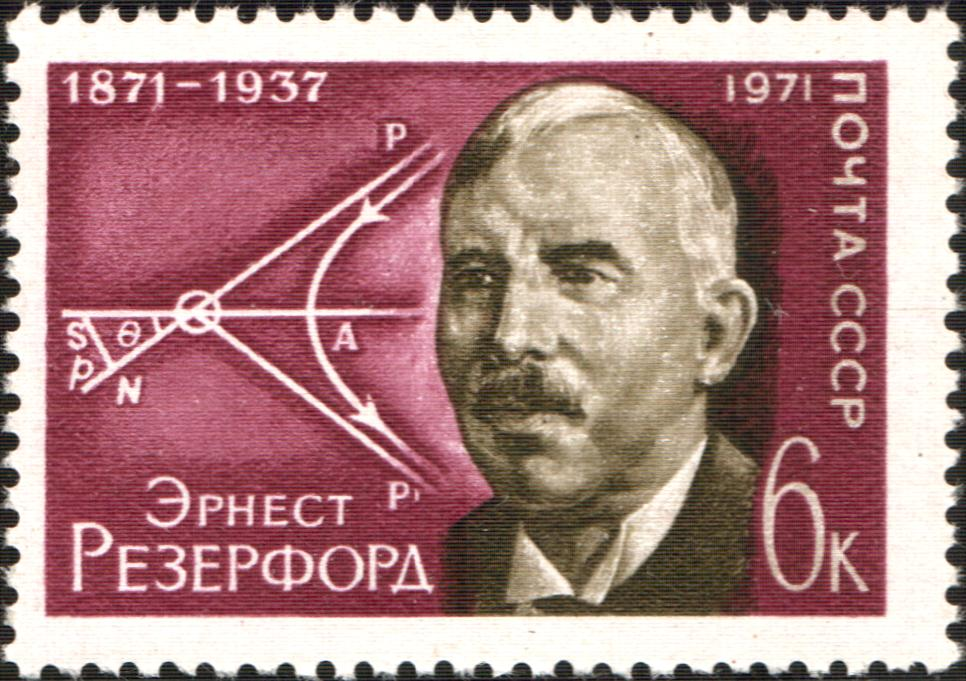

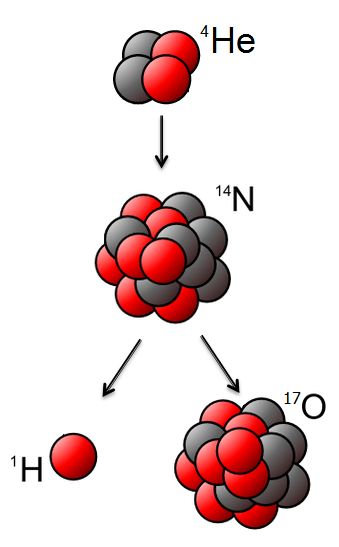
Первый опыт превращения веществ, азота в кислород, сделанный Эрнестом Резерфордом

Согласно воспоминаниям П. Л. Капицы, Резерфорд был ярким представителем английской экспериментальной школы в физике, которая характерна стремлением разобраться в сути физического явления и проверить, может ли оно быть объяснено существующими теориями (в отличие от немецкой школы экспериментаторов, которая исходит из существующих теорий и стремится проверить их опытом). Он мало пользовался формулами и мало прибегал к математике, но был гениальным экспериментатором, напоминая в этом отношении Фарадея. Отмечаемым Капицей важным качеством Резерфорда как экспериментатора была его наблюдательность. В частности, благодаря ей он открыл эманацию тория, заметив различия в показаниях электроскопа, измерявшего ионизацию, при открытой и закрытой дверце в приборе, перекрывавшей поток воздуха. Другой пример — открытие Резерфордом в 1919 году искусственной трансмутации элементов, когда облучение ядер азота в воздухе альфа-частицами и их превращение в атомы кислорода сопровождалось появлением высокоэнергичных частиц (протонов, ядер атомов водорода), имевших больший пробег, но очень редких.
Резерфорд написал и опубликовал три тома работ. Все они носят экспериментальный характер.
1904 год — «Радиоактивность».
1905 год — «Радиоактивные превращения».
1930 год — «Излучения радиоактивных веществ» (в соавторстве с Дж. Чедвиком и Ч. Эллисом).
Резерфорда не интересовали прикладные вопросы ядерной энергетики и её перспективы, и он считал, что если человечество воспользуется атомной энергией, то ничего удивительного в этом не будет.
12 учеников Резерфорда стали лауреатами Нобелевской премии по физике и химии. Один из наиболее талантливых учеников Генри Мозли, экспериментально показавший физический смысл Периодического закона, был призван в британскую армию на Первую мировую войну как офицер-связист и погиб в 1915 году в возрасте 27 лет в ходе Дарданелльской операции. В Монреале Резерфорд работал с Фредериком Содди, Отто Ханом; в Манчестере — с Хансом Гейгером (в частности, помог тому разработать счётчик для автоматического подсчёта числа ионизирующих частиц), в Кембридже — с Нильсом Бором, Петром Капицей и многими другими знаменитыми в будущем учёными.

### Изучение явления радиоактивности

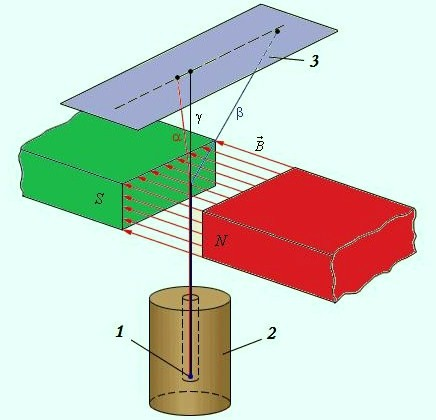
Схема опыта по обнаружению сложного состава радиоактивного излучения. 1 — радиоактивный препарат, 2 — свинцовый цилиндр, 3 — фотопластинка.

После открытия радиоактивных элементов началось активное изучение физической природы их излучения. Резерфорду удалось обнаружить сложный состав радиоактивного излучения.
Опыт состоял в следующем. Радиоактивный препарат помещали на дно узкого канала свинцового цилиндра, напротив помещалась фотопластинка. На выходившее из канала излучение действовало магнитное поле. При этом вся установка находилась в вакууме.
В магнитном поле пучок распадался на три части. Две составляющие первичного излучения отклонялись в противоположные стороны, что указывало на наличие у них зарядов противоположных знаков. Третья составляющая сохраняла прямолинейность распространения. Излучение, обладающее положительным зарядом, получило название альфа-лучи, отрицательным — бета-лучи, нейтральным — гамма-лучи.
Изучая природу альфа-излучения, Резерфорд провёл следующий эксперимент. На пути альфа-частиц он поместил счётчик Гейгера, который измерял число испускающихся частиц за определённое время. После этого при помощи электрометра он измерил заряд частиц, испущенных за это же время. Зная суммарный заряд альфа-частиц и их количество, Резерфорд рассчитал заряд одной такой частицы. Он оказался равен двум элементарным.
По отклонению частиц в магнитом поле он определил отношение её заряда к массе. Оказалось, что на один элементарный заряд приходятся две атомные единицы массы.
Таким образом, было установлено, что при заряде, равном двум элементарным, альфа-частица имеет четыре атомные единицы массы. Из этого следует, что альфа-излучение — это поток ядер гелия.
В 1920 году Резерфорд высказал предположение, что должна существовать частица массой, равной массе протона, но не имеющая электрического заряда — нейтрон. Однако обнаружить такую частицу ему не удалось. Её существование было экспериментально доказано Джеймсом Чедвиком в 1932 году.
Кроме того, Резерфорд уточнил на 30 % отношение заряда электрона к его массе.

#### Радиоактивные превращения
На основе свойств радиоактивного тория Резерфорд открыл и объяснил радиоактивное превращение химических элементов. Учёный обнаружил, что активность тория в закрытой ампуле остаётся неизменной, но если препарат обдувать даже очень слабым потоком воздуха, его активность значительно уменьшается. Было высказано предположение о том, что одновременно с альфа-частицами торий испускает радиоактивный газ.
Результаты совместной работы Резерфорда и его коллеги Фредерика Содди были опубликовали в 1902—1903 годах в ряде статей в «Philosophical Magazine». В этих статьях, проанализировав полученные результаты, авторы пришли к выводу о возможности превращения одних химических элементов в другие.

В результате атомного превращения образуется вещество совершенно нового вида, полностью отличное по своим физическим и химическим свойствам от первоначального вещества— Э. Резерфорд, Ф. Содди
В те времена господствовала идея о неизменности и неделимости атома, другие выдающиеся учёные, наблюдая аналогичные явления, объясняли их присутствием новых элементов в исходном веществе с самого начала. Однако время показало ошибочность подобных представлений. Последующие работы физиков и химиков показали, в каких случаях одни элементы могут превращаться в другие и какие законы природы управляют этими превращениями.

#### Закон радиоактивного распада
Выкачивая воздух из сосуда с торием, Резерфорд выделил эманацию тория (газ, известный сейчас как торон или радон-220, один из изотопов радона) и исследовал её ионизирующую способность. Было выяснено, что активность этого газа каждую минуту убывает вдвое.
Изучая зависимость активности радиоактивных веществ от времени, учёный открыл закон радиоактивного распада.
Поскольку ядра атомов химических элементов достаточно устойчивы, Резерфорд предположил, что для их преобразования или разрушения нужна очень большая энергия. Первое ядро, подвергнутое искусственному преобразованию — ядро атома азота. Бомбардируя азот альфа-частицами с большой энергией, Резерфорд обнаружил появление протонов — ядер атома водорода.

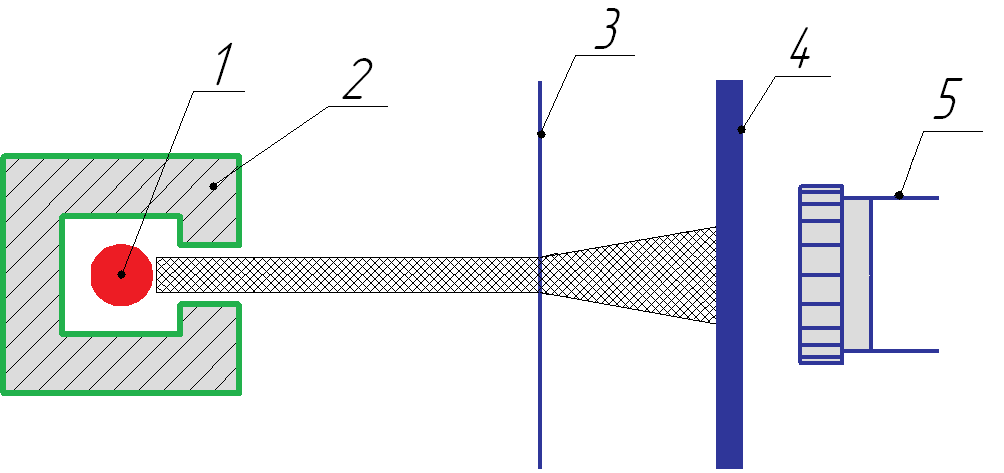
Схема опыта по рассеянию ɑ-частиц. 1 — радиоактивный препарат, 2 — свинцовый цилиндр, 3 — фольга из исследуемого материала, 4 — полупрозрачный экран, покрытый ZnS, 5 — микроскоп.

#### Эксперимент Гейгера — Марсдена с золотой фольгой

Вверху: Ожидаемые результаты: α-частицы, проходящие через ядро в модели Томсона. Внизу: Наблюдаемые результаты: небольшая часть частиц отклоняется, указывая на небольшой, концентрированный положительный заряд. Обратите внимание, что изображения не в масштабе, а в действительности ядро значительно меньше, чем электронная оболочка.

Резерфорд — один из немногих лауреатов Нобелевской премии, кто сделал свою самую известную работу после её получения. Совместно с Хансом Гейгером и Эрнстом Марсденом в 1909 году, он провёл эксперимент, который продемонстрировал существование ядра в атоме. Резерфорд попросил Гейгера и Марсдена в этом эксперименте искать альфа-частицы с очень большими углами отклонения, что не ожидалось от модели атома Томсона в то время. Такие отклонения, хотя и редкие, были найдены, и вероятность отклонения оказалась гладкой, хотя и быстро убывающей функцией угла отклонения.
Позднее Резерфорд признался, что, когда предложил своим ученикам провести эксперимент по рассеиванию альфа-частиц на бо́льшие углы, он сам не верил в положительный результат.

Это было почти столь же невероятно, как если бы вы стреляли 15-дюймовым снарядом в кусок тонкой бумаги, а снаряд возвратился бы к вам и нанёс удар.
— Эрнест Резерфорд
Резерфорд смог интерпретировать полученные в результате эксперимента данные, что привело его к разработке планетарной модели атома в 1911 году. Согласно этой модели атом состоит из очень маленького положительно заряженного ядра, содержащего большую часть массы атома, и обращающихся вокруг него лёгких электронов.

## Память

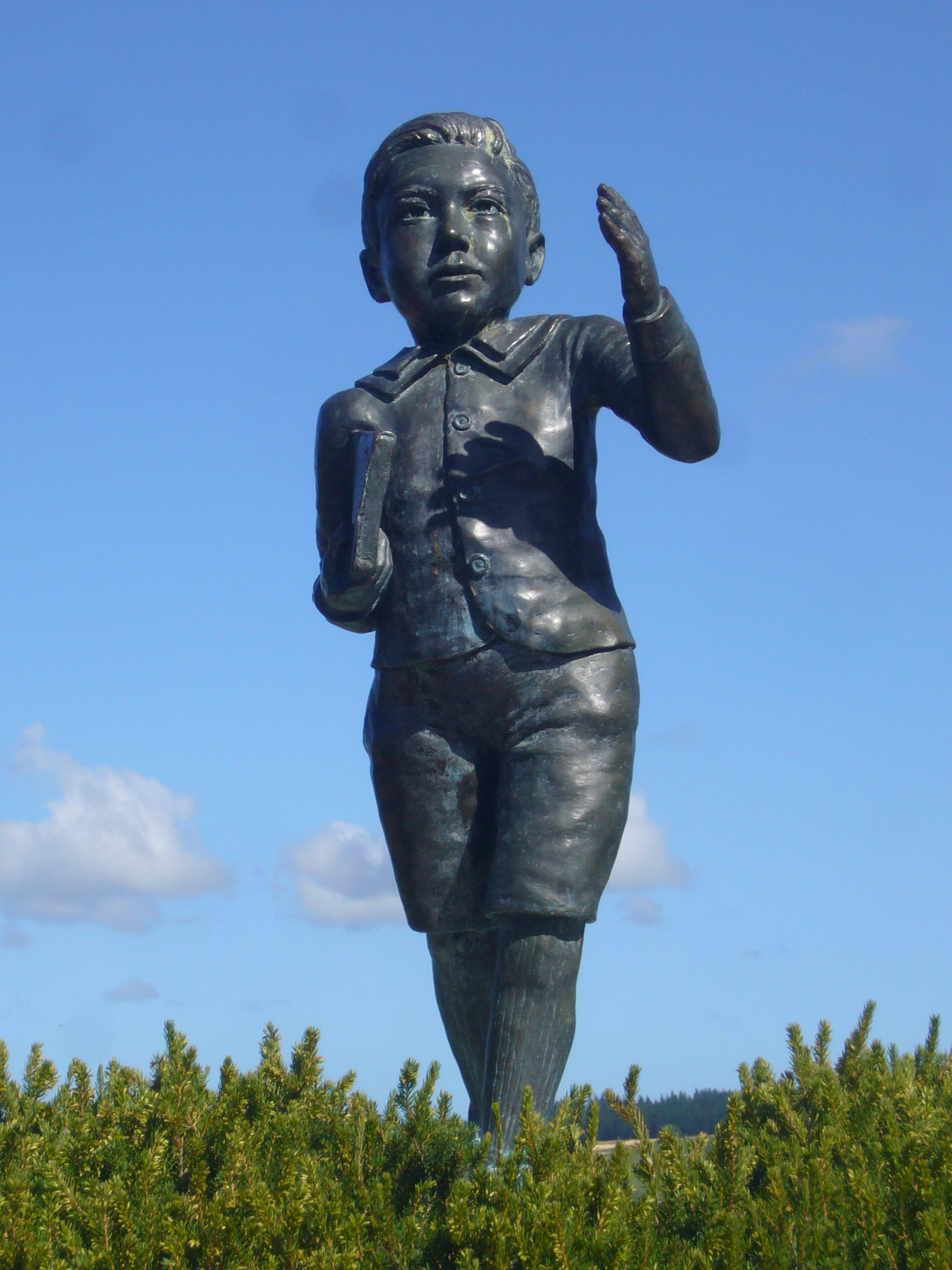
Скульптура Эрнеста Резерфорда в детстве. Мемориал в Новой Зеландии

Резерфорд является одним из самых уважаемых в мире учёных. В 1914 году Георг V посвятил Резерфорда в рыцари, в качестве рыцаря-бакалавра. В 1925 году принял его в члены ордена Заслуг, а в 1931 году присвоил Резерфорду титул барона, таким образом он получил право именоваться лордом Резерфордом.
В честь Эрнеста Резерфорда названы:
- химический элемент номер 104 в периодической системе — Резерфордий, впервые синтезированный в 1964 году и получивший данное название в 1997 году (до этого носил название «Курчатовий»);
- лаборатория Резерфорда — Эплтона, одна из национальных лабораторий Великобритании, открытая в 1957 году;
- астероид (1249) Резерфордия; открытый 3 ноября 1932 года  немецким астрономом Карлом Райнмутом в  Гейдельбергской обсерватории.
- кратер на обратной стороне Луны;
- Медаль и премия Резерфорда Института физики (Великобритания);
- Мемориальная медаль Резерфорда[англ.] Королевского общества Канады;
- Медаль Резерфорда Королевского общества Новой Зеландии;
- Жидкостный ракетный двигатель «Резерфорд» частной аэрокосмической компании Rocket Lab.